# Łódź Marysin
Łódź Marysin – łódzki przystanek kolejowy położony na terenie osiedla Marysin przy ulicy Inflanckiej, blisko ulicy Strykowskiej w pobliżu nieczynnej stacji-muzeum Łódź Radogoszcz.

## Ruch pasażerski[1]
| Rok  | Wymiana pasażerska na dobę |
| ---- | -------------------------- |
| 2017 | 50-99                      |
| 2018 | 50-99                      |
| 2019 | 50-99                      |
| 2020 | 50-99                      |
| 2021 | 50-99                      |
| 2022 | 200-299                    |
| 2023 | 200-299                    |

## Historia
Uruchomiony został 1 września 2014 w ramach Łódzkiej Kolei Aglomeracyjnej. Obsługuje jedynie połączenia ŁKA. Na jego terenie działa winda dla niepełnosprawnych.
W latach 2019–2020 przystanek został przebudowany na mijankę. Nowy peron oddano do użytku 30 sierpnia 2020.